# Galesaurus
Galesaurus là một chi synapsida tiền sử, ban đầu được mô tả một cách sai lầm thành một chi khủng long bởi Sir Richard Owen năm 1859.